# 2022年北京オリンピックのイギリス選手団
2022年北京オリンピックのイギリス選手団（2022ねんペキンオリンピックのイギリスせんしゅだん）は、2022年2月4日から2月20日まで中華人民共和国の北京で開催された2022年北京オリンピックのイギリスの選手団。

## メダル
| メダル | 選手名                                                                                   | 競技       | 種目 | 日付    |
| ------ | ---------------------------------------------------------------------------------------- | ---------- | ---- | ------- |
| 金     | イブ・ミュアヘッド ヴィッキー・ライト ジェニファー・ドッズ ヘイリー・ダフ ミリー・スミス | カーリング | 女子 | 2月20日 |
| 銀     | ブルース・モアト グラント・ハーディー ボビー・ラミー ハミー・マクミラン ロス・ホワイト   | カーリング | 男子 | 2月19日 |